# Аловиддинов, Урок Азимович
Урок Азимович Аловиддинов — советский хозяйственный, государственный и политический деятель.

## Биография
Родился в 1928 году в кишлаке Горный Ханака. Член КПСС с 1952 года.
С 1946 года — на хозяйственной, общественной и политической работе. В 1946—1986 гг. — учитель начальной школы Алмасиского района Таджикской ССР, заведующий партийным отделом редакции районной газеты «Коммунист» Орджоникидзеабадского района, первый секретарь Орджоникидзеабадского райкома ЛКСМ Таджикистана, заведующий партийным отделом редакции районной газеты «Хакикати Гиссар», освобожденный секретарь первичной партийной организации колхоза «Рохи Ленин», колхоза им. Дзержинского Гиссарского района, заведующий отделом писем газеты «Шухрати Гиссар», инструктор Гиссарского райкома Компартии Таджикистана, второй секретарь Гиссарского райкома Компартии Таджикистана, заместитель секретаря партийного комитета Компартии Таджикистана по Гиссарскому производственному колхозно-совхозному управлению, секретарь Гиссарского райкома Компартии Таджикистана, председатель правления колхоза им. Жданова Гиссарского района, первый секретарь Гиссарского райкома Компартии Таджикистана, главный государственный инспектор по закупкам и качеству сельхозпродуктов Гиссарского района.
Избирался депутатом Верховного Совета Таджикской ССР 9-10-го созывов.
Жил в Таджикистане.